# Sean S. Cunningham
Sean S. Cunningham, all'anagrafe Sean Sexton Cunningham (New York, 31 dicembre 1941), è un regista, produttore cinematografico, sceneggiatore ed ex impresario teatrale statunitense.
Noto soprattutto per aver ideato e diretto il primo film della celebre saga di Venerdì 13, è considerato, insieme a George A. Romero, Wes Craven, John Carpenter, Tobe Hooper, Don Coscarelli, Bob Clark e Larry Cohen, tra i maggiori esponenti del cinema horror fantascientifico degli anni '70, nonché fra i più apprezzati in generale.

## Biografia
Noto soprattutto per essere regista e produttore del film Venerdì 13 del 1980, negli anni ottanta la sua carriera di cineasta è proseguita, perlopiù, come produttore di B-movie del genere horror.
È stato sempre accreditato con il secondo nome puntato, sia dalle pubblicazioni di spettacolo, sia dai testi cinematografici.

## Filmografia parziale

### Regista
- Together (1971)
- Arrivano le tigri (Here Come the Tigers) (1978)
- Manny's Orphans (1978)
- Venerdì 13 (Friday the 13th) (1980)
- Un'estate pazzesca (Spring Break) (1983)
- Terrore al luna park (The New Kids) (1985)
- Creatura degli abissi (DeepStar Six) (1989)
- Terminal Invasion - film TV (2002)
- Trapped Ashes (2006)

### Produttore
- L'ultima casa a sinistra (The Last House on the Left), regia di Wes Craven (1972)
- Manny's Orphans (1978)
- Venerdì 13 (Friday the 13th), regia di Sean S. Cunningham (1980)
- Un'estate pazzesca (Spring Break), regia di Sean S. Cunningham (1983)
- Terrore al luna park (The New Kids), regia di Sean S. Cunningham (1985)
- Chi è sepolto in quella casa? (House), regia di Steve Miner (1986)
- Creatura degli abissi (DeepStar Six), regia di Sean S. Cunningham (1989)
- La casa 7 (The Horror Show), regia di James Isaac (1989)
- House IV - Presenze impalpabili (House IV), regia di Lewis Abernathy (1992)
- Jason va all'inferno (Jason Goes to Hell: The Final Friday), regia di Adam Marcus (1993)
- Jason X - Il male non muore mai (Jason X), regia di James Isaac (2001)
- Terminal Invasion, regia di Sean S. Cunningham - film TV (2002)
- Freddy vs. Jason (Freddy vs. Jason), regia di Ronny Yu (2003)
- Venerdì 13 (Friday the 13th), regia di Marcus Nispel (2009)
- L'ultima casa a sinistra (The Last House on the Left), regia di Dennis Iliadis (2009)